# Jan Jansson
Jan Jansson (Kalmar, 26 gennaio 1968) è un ex calciatore svedese, di ruolo centrocampista.